# Šentjernej
Šentjernej este o localitate din comuna Šentjernej, Slovenia, cu o populație de 1.349 de locuitori.